# 중앙대학교
중앙대학교(中央大學校, Chung-Ang University)는 서울특별시 동작구와 경기도 안성시에 위치해 있는 대한민국의 사립대학이다.
중앙대학교는 1916년 10월 17일 유치원 교사 양성을 목적으로 서울특별시 종로구에 위치해 있는 중앙 감리교회에 중앙유치원이 설립되었으며, 1922년에 중앙보육학교로 승격되었고, 1933년에 임영신이 중앙보육학교를 인수하여 1941년 중앙보육학교에 경성중앙유치원을 개원하였다. 1953년 2월 종합대학으로 개편하여 문리대학·법정대학·경상대학·약학대학 등 4개 단과대학과 대학원을 설치하였다. 1991년 법인명을 중앙문화학원에서 중앙대학교로 개칭하였다. 2008년 학교법인 이사장이었던 김희수가 이사장에서 물러나고 두산그룹이 법인 운영에 참여하게 되었고, 이에 따라 박용성이 법인 이사장에 취임하였다. 2009년 3월에 법학전문대학원·의학전문대학원을 개원하였다. 서울캠퍼스와 안성캠퍼스는 교육과학기술부로부터 통합 인가를 받아 단일 캠퍼스로 운영되고 있다. 평동(경교장길)의 평동캠퍼스와 동숭동(대학로)의 공연영상예술원은 중앙대학교 예술대학이 사용하고 있다. 현재 중앙대에는 2015년 기준 1개 일반대학원, 5개 전문대학원, 12개 특수대학원과 13개 단과대학 48개 학부(과)가 설치되어 있다.
주로 중대(中大)라는 약칭으로 불린다.

## 위치
- 서울캠퍼스

서울캠퍼스는 초대 총장인 임영신 박사가 부지를 구입한 흑석동에 위치해 있다. 2022년 기준으로, 서울캠퍼스는 182,960.4m2의 부지에 25개 건물이 위치해 있다. 서울캠퍼스에는 인문대학, 사범대학, 사회과학대학, 자연과학대학, 공과대학, 창의ICT공과대학, 소프트웨어대학, 경영경제대학, 의과대학, 약학대학, 적십자간호대학, 예술대학 공연영상창작학부의 일부 전공(연극, 영화, 공간연출)이 위치해 있다. 또한 캠퍼스 근처에 부속 유치원, 초등학교, 중학교와 중앙대학교병원이 위치해 있다.
- 다빈치캠퍼스 (舊 안성캠퍼스)

서울캠퍼스에 있던 예술대학(舊 서라벌예술대학) , 농과대학(現 생명공학대학)등이 이전된 후 만들어진 배우는 학과에 따라 나뉘어진 본교로서 1980년 건립되었다. 안성캠퍼스는 962,669m2의 부지에 40여 개의 건물 및 기타장소가 있다.  2011년 교육부로부터 본분교통합 및 단일교지 승인을 받았고 2012년부터 이원화캠퍼스로서 학생들을 모집하고 있다. 2021년 기준으로 안성캠퍼스에는 생명공학대학, 예술대학, 예술공학대학, 체육대학, 공과대학 첨단소재공학과가 위치하고 있다. 경기도 안성시 대덕면에 위치해 있다.

## 연혁

### 일제강점기
중앙대학교의 원류는 1916년 10월 17일, 감리교회에서 선교를 위해 설립한 중앙유치원이다. 이후 중앙유치원의 "교육활동을 통한 실력양성으로 독립을 얻자"는 유치원 교육운동이 활발해지면서 1920년대에 여러 유치원이 만들어졌다. 유치원교사를 양성하기 위해서 중앙유치원에 사범과를 설치하여 교사를 양성하는 등 전문교육기관으로서의 역할을 해 나가기 시작하였다. 1922년 중앙유치원의 사범과는 중앙보육학교로 승격되었는데, 법령상으로는 전문학교가 아닌 각종 학교였지만, 사회통념상으로는 전문학교로 여겨졌다. 중앙보육학교의 운영은 일제의 탄압으로 인해 1932년에는 개인집으로 옮기고 학생수도 10명에 그쳤다. 이러한 중앙보육학교를 1933년에 임영신이 인수하여 교장에 취임하였다. 임영신은 1932년 미국에서 귀국하여 민족을 구하기 위해서는 교육에서부터 출발해야 한다고 생각하였고, 이를 위해 흑석동에 학교 부지를 샀고, 교장에 취임하였다.
흑석동에 교지를 마련했지만, 교육장이 마땅치 않아 피어선(Pierson) 성경학교를 빌어서 교육을 시작하였다. 하지만 재정적 한계와 일제의 탄압으로 학교 운영상의 어려움은 계속되었다. 학교 발전을 위해 미국에 건너간 임영신 선생은 모금활동을 통해 중앙보육학교를 후원할 파이퍼재단을 설립하고 귀국하였다. 그리하여 1938년 5월, 흑석동에 영신관을 건립하고 학교를 이전하였다.
이즈음 일본은 1937년에 중일전쟁을 일으켰고, 1941년에는 진주만을 공격하여 태평양전쟁을 일으켰다. 더불어 1940년에 동아일보와 조선일보를 폐간하고, 1943년에는 교육에 관한 전시비상조치령을 공포하였다. 중앙보육학교는 교장인 임영신이 미국에서 유학한 점과 기독교 신자라는 점에서 탄압이 더욱 심하였다. 제2차대전 말기에는 일제의 탄압으로 중앙보육학교는 결국 1944년에는 신입생을 모집할 수 없었고, 폐쇄를 당하게 되었다.

### 해방과 한국전쟁 시기
1945년 8월 15일에 해방이 되고, 임영신은 같은 해 9월 28일에 중앙보육학교의 문을 열었고, “의에 죽고 참에 살자”라는 교훈과 교가를 제정하였다. 그 후 신생조국을 건설해 갈 인재를 양성하고 그들의 정신적 방향을 제시하기 위해 같은 해 10월 1일에 중앙보육학교를 중앙여자전문학교로 개편하였다. 또 1946년 11월에는 재단법인 중앙문화학원을 설립하여 학교발전의 기틀을 마련했다. 그리고 다시 1년 뒤인 1947년 4월에는 중앙여자대학으로 개편하고 다시 1948년 5월에는 남녀공학의 중앙대학으로 학칙을 변경하였다.
그 후 1950년 5월에 제1회 전문학사학위수여식을 가졌으나, 한국전쟁으로 휴교하였고, 9월 28일의 서울 수복 후에 학생의 재등록을 받다가 1.4후퇴로 학교의 모든 서류를 부산으로 옮기고 그곳에 중앙대학 임시사무소를 설치하였다. 그리고 1951년 4월에는 부산 송도의 전시연합대학이 아닌 중앙대학의 단독개강을 진행하였고, 이어서 이리와 서울에도 분교를 설치하여 강의를 시작하였다. 이러한 노력으로 1951년부터 1953년까지 2~4회의 전문학사학위수여식을 부산에서 가질 수 있었다.

### 종합대학으로 승격 및 발전
1953년 2월, 중앙대학은 종합대학으로 승격되었다. 그리하여 문리과대학, 법정대학, 경상대학, 약학대학 등 4개 대학 9개 학과 및 대학원을 설치하고, 총장에는 임영신이 취임하였다. 그 후, 휴전으로 8월에 교사를 부산에서 흑석동으로 옮겼으나, 미8군이 주둔하고 있었기 때문에 가교사에서 강의를 진행하였다. 1954년 4월, 미군으로부터 교사를 인수하였다.
그 뒤 1955년부터 1959년까지 학과를 증설하여 4개 대학 19개 학과 정원 2,850명 규모로 대학이 성장하였다. 이러한 학과의 증설과 학생의 증가에 부응해 1956년에 파이퍼홀을 준공하였고, 1959년에는 중앙도서관도 준공하여 개관하였다. 동시에 연구활동을 강화하기 위하여 국제문화연구소 등을 두었고, 또 교육의 체계화를 위해서 교과과정을 끊임없이 보완·수정하였으며, 교육의 계열화를 위해서 자매학교로서 낙양중·공업고등학교, 영신여자중학교, 영신중학교, 부속유치원 등을 두고 체계적인 교육을 할 수 있도록 교육사업도 확장하였다.
1960년에 3.15 부정선거에 항의하여 4.19 혁명이 일어나 중앙대학교 학생들도 이에 참가하였고, 1961년에는 5.16 군사정변이 일어나는 등 여러 가지 우여곡절을 겪으면서 1961년에 제 2대 총장 임성희 박사가 취임하였으나, 1963년 5월 다시 임영신 박사가 3대 총장에 취임하였다.
1965년 1월에는 문리과대학을 분리하여 문과대학, 이공대학, 사범대학으로 개편하고 법정대학, 경상대학, 약학대학을 합하여 6개 대학으로 증설했다. 또한 자매 중·고교를 사범대학 부속중·고교로 개칭하고 부속국민학교를 설치하여 부속유치원과 함께 한 재단 아래에서 같은 교육이념 아래 유치원부터 대학원까지 일관된 교육을 할 수 있게 되었다. 1967년 2월에는 사회개발대학원을 설치하였고, 1968년에는 문과대학, 이공대학, 사범대학, 법과대학, 정경대학, 경영대학, 농과대학, 약학대학 등 8개 단과대학으로 증설 개편하였으며, 1971년 12월에는 의과대학을 설치하고 대학부속병원으로 서울 중구 필동에 있는 성심병원을 흡수하였다.
이러한 대학조직의 확장과 더불어 여건 조성도 함께 진행되었다. 1961년 7월에는 진선관과 대학극장이 준공되었고, 같은 해 10월에는 사회과학관을 준공하였다. 1968년 개교 50주년을 맞아 당시의 문서, 필적 등을 100년 후에까지 안전하게 보관·전달될 수 있는 청룡상을 건립하였다. 이때 승당관도 건립하였고, 다음 해인 1969년 12월에 봅스트홀을 준공하여 교육의 내실화에 기여하였다.
1970년대에 들어서면서 임영신 박사는 고희(古稀, 70세)를 넘기면서 총장의 직무를 감당할 수 있는 체력이 되지 않았다. 이에 1972년에 임철순 박사가 제 4대 총장으로 취임하였다. 이 때에는 국제교류가 점점 빈번해지고 사회도 다양화되어가고 있어서 이러한 시대환경에 부응할 수 있도록 대학을 발전시키는 것이 무엇보다도 중요하였다. 따라서 기초학문의 발전 없이 응용학문의 발전을 기대할 수 없으므로 이공대학을 분리하여 공과대학을 설치하고 문과대학에 자연과학의 기초분야를 합쳐서 문리과대학을 두게 하였다. 예술분야를 위해서 1972년 6월에 기존의 학교법인인 서라벌예술학원이 운영하던 서라벌예술대학을 합병하였으며, 1974년에는 이를 예술대학으로 개편하였다. 또 2부 대학을 1978년에 병설하였고, 1979년 1월에는 국제경영대학원과 교육대학원을 설치하였다. 대학 구조 확충에 따른 시설물의 확장도 진행되었다. 1972년 10월에 진선관을 증축하여 서라벌홀을 준공하였고, 1974년에는 의과대학 교사인 자연관을 준공하였다. 또 1976년 12월에는 학생회관을 준공했으며, 1978년 6월에는 서울 중구 필동에 있는 의과대학 부속성심병원의 신관을 준공하였다. 1977년 2월에는 중앙대학교의 설립자이자 많은 발전을 이룩한 승당 임영신 박사가 서거하였다.

### 안성 캠퍼스 건립
1980년 5월, 임철순 총장의 후임으로 문리대 철학과 교수였던 이석희 박사가 제5대 총장에 취임하였다. 또한 같은 해 11월엔 신문방송대학원을 설치하였으며, 12월에는 의과대학 부속병원의 별관을 준공하였다.
이처럼 서울지역의 학교시설을 계속 확충하면서 다른 한편으로는 안성의 교육기구 확충에 힘을 기울였다. 1980년 3월에는 제2캠퍼스 건립을 시작하여 서울캠퍼스에 위치해 있던 예술대학과 농과대학(現 생명공학대학)을 안성캠퍼스로 옮기고 제1차 교사동과 제2차 기숙사 및 제1차 학생회관을 준공하였다. 1981년 10월, 안성교사에 외국어대학, 사회과학대학 및 가정대학 등 3개 대학을 증설하였다. 1982년 3월부터는 서울에 있는 교육장을 제1캠퍼스로 안성에 있는 교육장을 제2캠퍼스로 명명하였다. 1982년 10월에는 예술대학에 있는 음악학과를 음악대학으로 확대 발전시켰고, 1983년 9월에는 농과대학을 산업대학으로 명칭 변경하고, 건설대학원도 두었다. 1984년 10월 안성에 있는 제2캠퍼스에 건설대학을 설치하여 제2캠퍼스에 7대 단과대학의 규모를 가지게 하였다.
이 후 1998년에 체육대학을 증설하고 2001년에 우리나라 최초의 국악대학과 국악교육대학원을 증설하였다.
이러한 제2캠퍼스의 기구개편과 대학증설에 따라 교육시설도 속속 확장하였다. 1980년 12월 안성교사에 제2차 교사동을 준공했고, 1981년에는 대운동장과 제2차 학생회관을 준공하였다. 이어 1982년에는 교수연구동을 비롯하여 농과대학 실험동과 예술대학 건물을 준공하였다. 1983년에는 음악대학 강의동 및 강당동, 야외 수영실습장, 체육관을 준공하였다. 1984년에는 음악대학 증축건물과 제3차 교사동을 준공하였으며, 1989년에 중앙도서관을, 1999년에는 수림체육관을 준공하여 현대적 캠퍼스의 면모를 갖추기 시작하였다.
제2캠퍼스에 대한 많은 시설투자는 학교재정에 무리를 가져와 재단의 부채를 가중시킨데다 학교법인 산하 사업체의 부실경영으로 대학운영에 전반적인 문제점을 야기시켰다. 이러한 상황에서 1985년 3월, 문병집 총장이 6대 총장으로 취임하였다. 문병집 총장은 대학운영의 합리화를 기하기 위하여 운영체제개편에 착수하였다. 기획업무를 비롯, 예산 및 재무행정체제를 개편하고 대학운영에 관한 각종 규정을 정비하여 행정체계의 제도화와 합리화를 위한 작업을 추진하는 한편, 교학담당 부총장제와 사무담당 부총장제를 도입하고 취업지도과를 신설하였으며 중앙문화연구원과 의료원의 운영체제를 개편하였다. 그리고 폐과된 문과대학의 불어불문학과와 일어일문학과를 복과시키고 산업정보학과를 신설하였으며, 제2캠퍼스에 현대적인 중앙도서관 건립을 추진하였다. 그러나 누적된 학교재단의 부채는 재단의 존립을 어렵게 하였으며 대학의 운영에도 많은 어려움을 가져왔다.

### 김희수 이사장의 취임 이후
대학을 경영하는 법인의 재정적 난관은 극복되지 못한 채, 1987년에 이르러서는 학교 법인과 학교법인 산하 기업체의 부채규모가 700억원에 달한다는 사실이 알려졌다.
법인의 이러한 재정적 어려움은 사실로 나타나 법인은 이 재정적 위기를 극복할 능력을 상실하였고, 대학구성원들인 학생, 교직원, 동문들도 구교의 방안인 부채변제의 방안을 제시할 수가 없었다.
다시 국내의 유수한 기업인들에게 학교법인의 경영을 맡아 줄 것을 교섭하기도 하였으나, 이 막대한 부채액과 이로 인하여 일어날 수 있는 기업 내의 반발 등을 고려하여 아무도 나서지를 못하였다.
이때에 재일교포 실업가인 김희수 박사가 학교법인을 책임지기로 하고 새로운 이사진을 구성하고 이사장에 취임하였다. 그는 경남 창원출신으로 13세이던 1937년에 일본에 맨손으로 건너가서 도쿄 전기 대학(東京電氣大)을 졸업하고 일본 굴지의 기업인"금정(金井)"을 이룩하여 운영하고 있었다. 그는 일제의 민족 차별 환경하에서 공부하였고, 기업을 이룩하고 발전시키면서 많은 민족적 비애를 경험하였다. 동시에 민족의 장래를 생각하면서 애국심을 불태워오다 민족의 영원한 독립은 교육을 통하여 양성한 인재들에 의해서만이 가능하다는 결론에 도달해 일본에서도 교육 기관을 운영하고 있었지만 본국에서 본격적으로 고등교육사업을 책임지게 된 것이다.
이러한 사실은 재일교포 실업가로서 처음 있는 일이었다. 그동안 재일교포로서 국내에 기업을 창업하여 성공한 사례는 있으나, 교육사업에 참여한 것은 첫 사례가 된 것이다.
동시에 1989년부터는 문리과대학을 문과, 이과대학으로 분리시키고, 신문방송학과에서 광고·홍보분야를 분리하여 광고홍보학과를 설치하였다. 또 제2캠퍼스에는 노어학과와 생물공학과를 설치하였으며, 행정대학원과 산업기술경영대학원을 설치하는 교세의 확장을 착실히 추진해 나가기 시작했다.
1989년 2월에 대학역사상 처음으로 교직원들의 투표과정을 거쳐서 하경근 박사가 제8대 총장에 취임하였다. 이때 직원들의 근무조건을 개선하고자 주 5일근무제를 도입하였고, 신입생을 전후기로 분할하여 모집하도록 하였다. 한편 제1캠퍼스와 제2캠퍼스의 균형발전을 위하여 제2캠퍼스에 교무처와 학생처, 그리고 총무처를 두었고, 어학원과 국제협력부를 통합하여 국제교육처를 신설하였다.
1991년 2월, 학교법인의 명칭을 "학교법인 중앙문화학원"에서"학교법인 중앙대학교"로 변경하였고, 제1캠퍼스에는 슈퍼컴퓨터를 도입하여 전산센터를 건설하였고, 법과대학과 경영대학 강의동을 신축하였으며, 대학원 건물도 신축하였다. 그리고 제2캠퍼스에는 생활관과 건설대학, 산업대학, 교수숙소 등을 추가로 신축하여 교육여건을 개선하였다.
그러나 1991년 10월 교육부의 증원·증과 과정에서 정보산업대학원을 신설하였음에도 불구하고"공과대학의 교육여건이 타 대학과 비교하여 하위급"으로 평가한 결과와 관련하여 학내소요가 크게 일어났다.
이에 1992년 3월 각 분야별 전공교수를 중심으로"대학발전계획수립전문위원회"를 구성하고 본격적인 장단기 대학발전계획 수립에 착수하였으며, 4월에는 학내 구성집단별 대표들이 모여"대학발전공동협의회"를 결성하고 법인과 총동창회의 회장단을 참여시킨 가운데 대학의 안정과 질서를 회복하기 위한 구체적인 방안을 모색하였다.
한편 법인은 이사회를 통해 학내사태의 원만한 수습을 기하고자 1992년 6월, 김민하 박사를 총장직무대행에 임명하고 하경근 총장의 잔여 임기동안 총장직을 대행토록 하였다.
김민하 총장직무대행은 취임즉시"중앙가족에게 드리는 호소문"을 통하여 전중앙가족의 상호신뢰 회복을 통해 대학의 안정과 발전의 기틀을 다지자는 호소와 함께 구체적인 실행방안을 제시하였으며, 대학발전공동협의회와 더불어 문제를 하나하나씩 해결해 나갔다. 더불어 교육시설 확충사업도 지속되어 예술대학 증축, 의과대학 부속필동병원 증축이 이루어졌고 이과대학 건물 신축이 추진되었다.
1993년 2월에는 교수, 직원, 학생 등 대학내 구성원들의 총장후보 선출방식에 대한 의견수렴을 통해"총장후보정책발표회"와 교직원들의 총장후보 선거과정을 거쳐 金玟河 박사가 제9대 총장에 취임하였다.
金玟河 총장은 개교이래 최대 위기로까지 불리었던 학내 분규상황을 원만히 극복하는 역량을 과시함과 동시에 중앙의 오랜 전통으로 축적된 중앙가족의 지혜와 역량을 바탕으로"민족대학" "민주대학" "선진대학" "건강하고 새로운 대학문화의 창조"라는 미래지향적인 대학의 4대 육성지표를 제시하고 이의 실천을 선언하였다.
1994년 11월 의약품 및 식품관련분야 전문인력 수요가 증가함에 따라 의약식품관리 대학원을 설립하였고, 1995년 3월에는 이과대학 건물인 수림과학관을 준공하였고, 4월에는 지하 1층 지상 6층 150여명 수용규모의 제1캠퍼스 여학생기숙사를 완공하였다. 또한 8월에는 공학계열의 대외 경쟁력 확보를 위하여 현 봅스트홀을 증축하였으며, 12월에는 전산센터를 증축하였다.
1998년 3월 제2캠퍼스에 사회체육교육을 목표로 한 체육과학대학을 신설하였으며, 가정대학을 생활과학대학으로, 10월에 산업대학을 산업과학대학으로 대학의 명칭을 변경하였고, 1999년 11월 정부의"두뇌한국21(Brain Korea 21)사업"계획에 따라 첨단영상전문대학원을 신설하여 이 분야의 특성화에 기여함으로써 교육부에서 시행하는"교육개혁추진 우수대학 재정지원 사업"에 5년 연속 최우수대학에 선정되기도 하였다.
또한 대학의 교육과 연구환경 개선을 위하여 부속고등학교와 부속유치원을 이전·개교하였으며, 본관의 정보통신문화관의 개관과 제2캠퍼스 대학교회·오수종합처리장을 신축·준공, 중앙문화예술관을 개관하였고, 사료 "중앙대학교 80년사"도 발간하였다.
한편 김희수 이사장의 취임시 1천병상 규모의 의과대학 부속병원(MEDICAL CENTER)을 신축하겠다는 약속의 이행이 지연되자 의과대학 재학생과 수련의 및 전공의가 이 약속의 이르게 되었다. 다행히 부속고등학교가 강남구 도곡동으로 이전·개교함으로써 신축할 부속병원행을 촉구하는 농성과 함께 수업거부와 파업으로 유급의 위기까지 가는 급박한 상황까지 이 부지가 마련되고, 1997년 10월에는 이 자리에 부속병원 착공을 법인과 대학이 함께 약속하고 의과대학생은 이 약속을 수용함으로써 일단락되었다.

### 2000년대 이후
새 천년의 시작과 함께 2001년 2월에 제11대 총장으로 박명수 교수가 취임하였다. 취임과 더불어 "변화와 발전을 통한 새로운 중앙의 창조"를 위하여 "새로운 비전" 과 "새로운 문화" 및 "새로운 행동" 을 강령으로 제시하고, 종전과 다른 개념의 대학발전계획인 'DRAGON2018' 을 수립하였다.
이와 함께 2000년 2월 국악대학, 2002년 12월 국악교육대학원, 2004년 9월 창업경영 대학원을 신설하게 되었으며, 'Dragon 2018' ‘중앙인’ 양성의 핵심사업으로 ‘선도특성화’, ‘중앙팀’ 육성의 핵심사업으로 ‘전략특성화’사업을 추진하였고, 더불어 ‘중앙터’ 조성의 핵심사업으로 제1캠퍼스에 1만 8천여 평의 메디컬 캠퍼스 신축, 6천여 평의 교수연구동 및 체육관 신축, 1만여 평의 복합건물신축(대학극장 재개발), 제2캠퍼스에 3천여 평의 국악대학 신축, 2천여 평의 생활관 신축, 7백여 평의 선수숙소와 원룸을 각각 신축하였다.
2005년 2월에 제12대 총장으로 박범훈 박사가 취임하였다. 박범훈 총장은 “창조와 화합”의 새로운 중앙을 건설하고자 “세계적 수준의 지식창조 및 학습역량 보유대학”으로의 발전을 위한 7대 공약을 제시하고 선거 첫 과제인 대교협 평가, 수도권 특성화, BK21, 법학전문대학원 유치 등 4대 국가사업의 성공적 유치를 총장 프로젝트로 관장하였다. 당시 최대 현안 과제였던 교육과학기술부 구조개혁 선도대학에 선정되어 1년의 유예기간에도 불구하고 여타 대학과 대등한 재정지원(91억원)을 받기도 하였다
박범훈 총장 취임 후 4년간 교육·연구 기자재 등 교육환경개선사업을 위해 집중 투자하여 2007년 2월 국내 최대 규모의 법학관이 완공되었고 1캠퍼스의 정문 주변에 약대 및 자연계열 R&D센터와 대운동장 주변 공학계열 R&D센터를 건립하기 위한 마스터플랜을 마련하였다. 2007년 11월에는 하남시와 ‘하남캠퍼스’추진을 위한 양해각서를 체결하였다. 이후 하남캠퍼스를 포기하고 검단신도시에 검단캠퍼스를 건설하기로 하였다.
또한 2005년부터 2007년까지 244명의 전임교원을 초빙하였고, 2009년 3월 법학전문대학원, 의학전문대학원을 개원하였다. 같은 해에는 전 과목에 상대평가를 도입하였고, 교양필수 과목에 '회계와 사회'를 추가해 모든 학생이 회계학을 배우도록 하고 있다.
박범훈 총장 취임이후 4년간 총 400억원의 발전기금과 외부연구비 수주액 1,663억원, 그리고 정부재정 지원 사업으로 확정된 국고지원액 총 173억 등 총 2,216억원의 재정을 확충하였다. 그리고 국내 대학최초로 성과중심 연봉제 인사제도를 도입하고 교수의 승진 및 승급 심사기준을 강화하는 승진, 재임용 제도를 개선하였다.
2008년 5월, 두산그룹이 학교법인 운영에 참여하여 박용성이 제9대 이사장으로 취임하였다. 취임 후 80여일 지난 2008년 8월 27일 전체교수회의를 통해 'CAU2018+'중장기 발전계획을 발표하면서 ‘선택과 집중, 실행력 강화, 선순환 구조 확립’이라는 새로운 전략방향을 제시하였고 내부 구성원들의 변화로 대학의 발전비전을 달성하기 위하여 국내 대학 최초의 100% 연봉제를 도입하였다. 교직원의 임금제도도 호봉제에서 연봉제로 전환시켰으며 행정조직도 개편하였다. 학사관리제도를 강화하여, 졸업을 하려면 일정수준의 영어실력과 회계학 등 신설된 필수 과목을 이수하도록 하였다. R&D센터 신축, 기숙사 신축, 중앙도서관의 리모델링, 300병상 규모의 병원증축 공사 등이 진행되었다.
박범훈 전 총장이 청와대 교육문화수석이 된 이후 중앙대에 특혜를 줬다는 의혹이 2015년에 불거저나왔다. 또한 두산그룹측이 청와대에 뇌물을 줬다는 의혹으로 두산그룹 박용성 회장을 비롯한 관계자가 수사를 받았다. 이와중에 중앙대는 역점 사업이던 검단캠퍼스 사업을 포기하였다.

## 교육
- 졸업인정제 : 중앙대학교 학부생은 영어능력과 한자능력(4급 이상 취득 or 한자 교양 1개 이상 수강, 유효기간 제한 없음), 한국어능력(순수 외국인 전형 입학자 한정)을 통과해야만 학사 학위를 취득할 수 있다. 영어능력의 경우, 단과대학 및 학과별 G-TELP Level 1~3, TEPS, TOEFL, TOEIC 기준 점수 취득 또는 G-TELP Speaking Level 5, OPIc IM, TOEFL 스피킹 섹션 25점, TOEIC Speaking Level 6 이상의 공통 기준 중 하나를 충족하면 통과할 수 있다.[17][18]

## 대학 및 개설 학과
2014년 기존 5개 계열별 부총장제를 폐지하고 5개 직능별 기능형 부총장제를 신설하면서 단과대학을 각 대학장이 운영하도록 학교를 개편하였다. (2021년 기준 16개 단과대학, 49개 학과(부))

### 서울캠퍼스
- 인문대학
  - 국어국문학과
  - 영어영문학과
  - 유럽문화학부
    - 독일어문학전공
    - 프랑스어문학전공
    - 러시아어문학전공

  - 아시아문화학부
    - 중국어문학전공
    - 일본어문학전공

  - 철학과
  - 역사학과
- 사회과학대학
  - 정치국제학과
  - 공공인재학부
    - 행정학전공
    - 정책학전공

  - 심리학과
  - 문헌정보학과
  - 사회복지학부
    - 사회복지전공

  - 미디어커뮤니케이션학부
    - 디지털미디어콘텐츠전공
    - 언론정보전공

  - 도시계획부동산학과
  - 사회학과
- 사범대학
  - 교육학과
  - 유아교육과
  - 영어교육과
  - 체육교육과
- 자연과학대학
  - 물리학과
  - 화학과
  - 생명과학과
  - 수학과
- 공과대학
  - 사회기반시스템공학부
    - 건설환경플랜트공학전공
    - 도시시스템공학전공

  - 건축학부
    - 건축학전공
    - 건축공학전공

  - 화학공학과
  - 기계공학부
  - 에너지시스템공학부
    - 원자력전공
    - 발전기계전공
    - 발전전기전공
- 창의ICT공과대학
  - 전자전기공학부
  - 융합공학부
    - 나노소재공학전공
    - 바이오메디컬공학전공

  - 차세대반도체학과
- 소프트웨어대학
  - 소프트웨어학부
  - AI학과
- 경영경제대학
  - 경영학부
    - 경영학전공
    - 글로벌금융전공

  - 경제학부
  - 응용통계학과
  - 광고홍보학과
  - 지식경영학부
  - 국제물류학과
  - 산업보안학과
- 의과대학
  - 의학부
- 약학대학
  - 약학부
    - 약학전공
    - 제약학전공
- 적십자간호대학
  - 간호학과
- 예술대학
  - 공연영상창작학부
    - 연극전공
    - 영화전공
    - 공연공간연출전공
- 가상융합대학
  - 실감미디어학과
- 혁신융합공과대학
  - 혁신소재응용공학부
    - 첨단신소재전공
    - 나노융합전공
    - 적층제조전공
- 교양대학

### 다빈치캠퍼스
- 생명공학대학
  - 생명자원공학부
    - 동물생명공학전공
    - 식물생명공학전공

  - 식품공학부
    - 식품공학전공
    - 식품영양전공

  - 시스템생명공학과
- 공과대학
  - 첨단소재공학과
- 예술대학
  - 공연영상창작학부
    - 문예창작전공
    - 사진전공
    - 무용전공

  - 미술학부
    - 한국화전공
    - 서양화전공
    - 조소전공

  - 디자인학부
    - 시각디자인전공
    - 산업디자인전공
    - 패션전공
    - 실내환경디자인전공
    - 공예전공

  - 음악학부
    - 관현악전공
    - 성악전공
    - 작곡전공
    - 피아노전공

  - 전통예술학부
    - 음악예술전공
    - 연희예술전공

  - 글로벌예술학부
    - TV방송연예전공
    - 실용음악전공
    - 게임콘텐츠ㆍ애니메이션전공
- 예술공학대학
  - 예술공학부
    - 게임개발트랙
    - 영상특수효과트랙
    - 디지털아트트랙
- 체육대학
  - 스포츠과학부
    - 생활레저스포츠전공
    - 스포츠산업전공
    - 골프전공
- 교양대학

## 캠퍼스

### 서울 캠퍼스

#### 도서관
- 204관 중앙도서관

중앙도서관은 현재의 위치에 1958년 10월 25일 도서관 신축공사를 시작하여 약 1년 후인 1959년 10월 23일 준공됐다. 외국에서 지원한 도서관건립기금과 이승만 전 대통령의 협조를 받아 도서관을 건립했기 때문에, 초기 명칭은 이승만의 호 '우남'을 붙인 우남기념도서관이었다.  4.19 혁명 이후 우남기념도서관은 현재의 중앙도서관으로 명칭이 개칭되었다. 2009년 8월에 14,258.2m2(4,320평)으로 리모델링 및 증축을 완료하여 3,400여 석의 열람석을 비롯하여 다양한 이용자 편의시설을 갖췄다. 중앙도서관은 현재 100만여 권의 장서와 각종 비도서 자료를 보유하고 있으며, 2,500여 종의 연속간행물과 80,000여 titles의 전자저널, 120여 종의 Web DB, 그리고 본교 학위논문 27,000여 권의 원문 DB, E-Book 40,000여 권을 서비스하고 있다. 중앙도서관 앞에는 4.19 혁명 때 산화한 6인의 열사를 기리는 의혈탑이 세워져 있다.
- 303관 1,2층 법학도서관

법학도서관은 1997년 (구)법학대학(현재의 제2공학관)의 4층에 413m2 규모로 법학도서실로 시작되었다. 그 후 2001년 같은 건물 6층으로 옮겼다가 2005년에는 법학도서관으로 승격되었다. 2007년 법학관의 개관과 함께 법학관의 1층과 2층에 위치해 있다.
법학도서관에는 현재 단행본과 참고도서, 정기간행물, 한국 안팎의 DB를 보유하고 있다.

#### 강의동
- 310관 100주년기념관

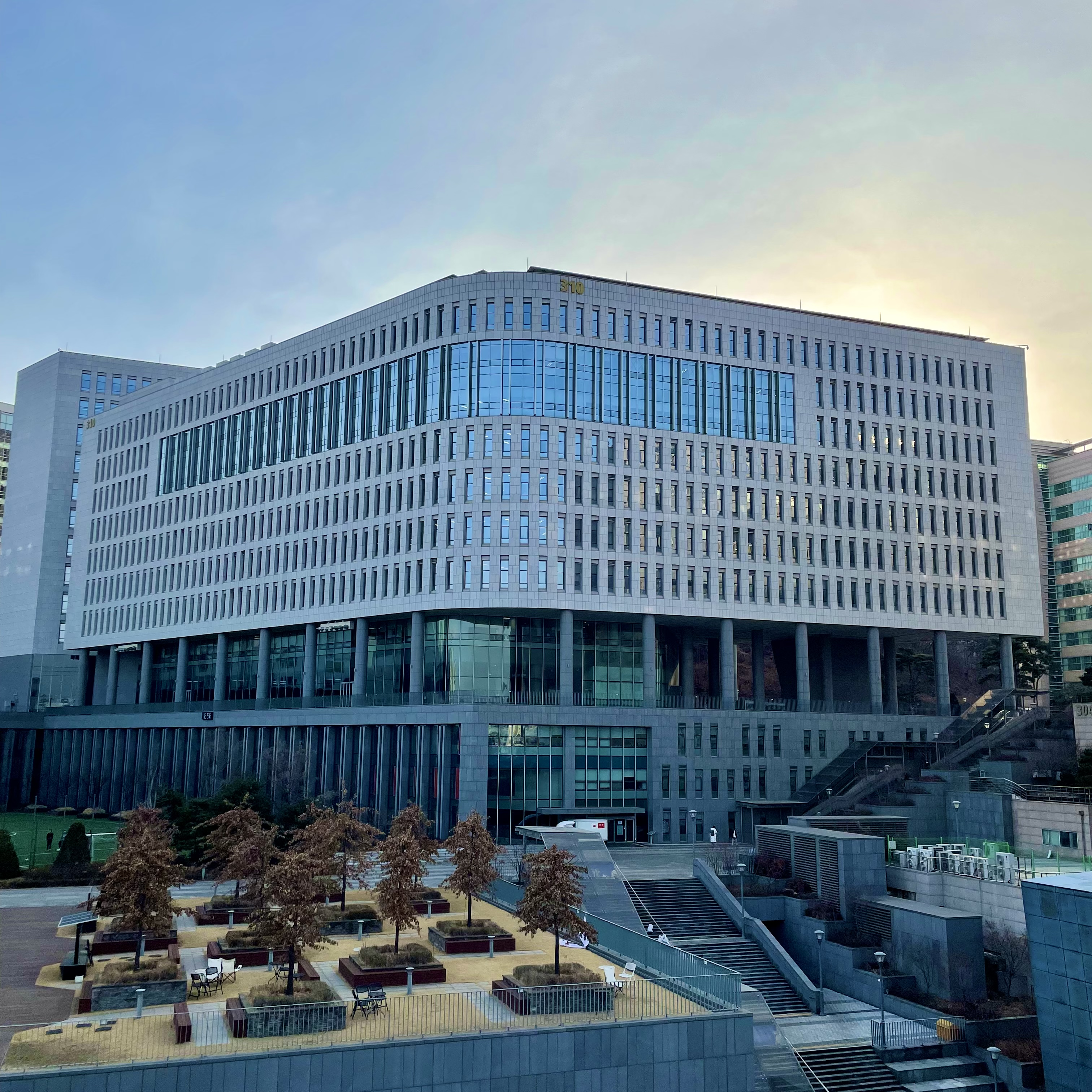
100주년 기념관

2016년 대운동장 자리에 완공된 건물로, 서울캠퍼스의 만성 공간부족 문제를 해결하고 중앙대 개교 100주년을 기념하기 위해 건설되었다. 75,058m²에 달하는 국내 대학 단일건물 중 최대규모로, 지하 6층, 지상 12층의 초대형 건물이다. 경영경제대학과 창의ICT공과대학이 사용하고 있다. 1층~9층까지는 경영경제대학과 창의ICT공과대학이 반 나누어 강의실과 학과 사무실로 사용하고 있으며, 10층~12층은 라운지와 교수연구실로 사용된다. 지하층에는 구 학생문화관에 존재했던 CAU버거(카우버거), 우체국, 편의점, 미용실 등의 편의시설, 여러 교지들의 편집실, 참마루와 슬기마루를 합쳐 탄생한 참슬기마루(학생식당)이 존재한다.
- 303관 법학관

2007년에 신축된 법학관에는 법학도서관이 내부에 위치해 있고 사회과학대학 학생들이 사용중이다. 지하 1층에는 학생식당과 교직원식당, 컴퓨터실 등이 있으며, 2층에는 대강당이 있다. 6층과 7층에는 대학과 대학원 행정실이 위치해 있고, 10층부터 14층까지는 교수연구실과 각종 연구소가 위치해 있다.
- 208관 제2공학관

제1공학관 개념인 봅스트홀과 더불어 건축학부, 컴퓨터공학부 및 사회기반시스템공학부(도시시스템 전공), 융합공학부, 에너지시스템공학부가 사용하는 공간이다. 다수의 PC실습실과 설계실이 있다.
- 207관 봅스트홀(Bobst Hall)

제 1공학관으로 1969년에 준공되었다. 현재는 사회기반시스템공학부(건설시스템 전공), 화학신소재공학부, 기계공학부, 전자전기공학부가 사용하고 있으며, 각종 연구실 및 실험실이 위치해 있다. 학생문화회관 뒤쪽에 자리하고 있다.
- 203관 서라벌홀(Seorabol Hall)

1961년 참되고 선하라는 의미로서 건립된 진선관(眞善館)이란 명칭이 서라벌홀의 시초다. 진선관은 법정대(법대, 정경대, 경영대)와 문리대(문학부, 이학부) 학생들을 위해 만들어졌다. 1960년 당시에 이 건물은 직사각형 모양으로 지금의 반쪽이었다(지금의 서라벌홀 엘리베이터를 기준으로 법학관 쪽에 위치한 부분). 1972년 서라벌 예술대학을 인수하면서 진선관 명칭을 서라벌홀로 개칭했다. 현재 서라벌홀의 모습은 해방광장쪽으로 놓인 건물과 원래 건물을 붙여서 연결하는 형식으로 증축한 것이다. 법대학생들과 예대학생들이 이곳에서 수업을 들으면서 문리대와 정경대, 경영대 학생들은 지금의 학생회관 건물로 옮겨갔다. 현재는 인문대학, 사범대학, 사회과학대학 학생들이 사용하고 있다. 1,2층을 제외한 전층에 걸쳐 각 학과 사무실과 교수 연구실과 강의실이 다양하게 분포되어 있다.
- 105·106관 의학관

학생회관과 중앙도서관 근처에 위치해 있는 제1의학관은 1974년에 준공되었다. 각종 연구실과 실습실이 위치해 있고 현재는 의과대학이 사용하고 있다. 제2의학관은 2005년에 완공되었고 의학전문대학원과 강의실, 연구실이 있다. 제1의학관과 제2의학관은 서로 연결되어 있는 건물이다.
- 104관 수림과학관

1995년에 지어진 건물로 외벽의 빨간 색이 특이점이다. 현재는 자연과학대학이 사용하고 있다. 기초과학 교육 및 연구실이 다수 위치해 있다.
- 103관 파이퍼홀(Pfeiffer Hall)

파이퍼홀은 1955년 5월에 착공하여 1956년 4월 20일에 완공됐다. 1956년 5월 18일 성대한 준공기념행사를 열었다. 이 행사에는 이승만 전 대통령 부부를 비롯한 수많은 내외귀빈이 참석해 자리를 빛냈다. 하지만 파이퍼홀이 처음부터 파이퍼홀로 불렸던 것은 아니다. 처음의 파이퍼홀은 약학대학으로 불렸다. 여기저기 건물을 옮겨 다니던 다른 단과대와는 달리 약학대학은 파이퍼홀에서 역사를 쌓았기 때문이다. 그러다 1968년 개교 50주년을 맞이해 파이퍼여사의 흉상을 건물입구에 부착하며 파이퍼홀로 불리기 시작했다. 파이퍼 여사는 임영신 여사의 측근이자 후원자로 파이퍼홀을 지을 수 있도록 금전적인 도움을 주었다. 미국의 제약회사 이사장이었던 E.H.Bobst가 파이퍼여사의 유지에 따라 10만 달러를 기증해 파이퍼홀이 지어질 수 있었다. 파이퍼홀을 함께 사용하던 농대(現 생명공학대)가 안성으로 이전하고, 자연과학대가 수림과학관으로 자리를 옮기면서 1995년 이후엔 약학대학이 전체를 사용했다. 2012년 이후로는 적십자간호대학이 사용중이다.
- 102관 약학대학 및 R&D센터

파이퍼홀의 정면에 위치한 약학대학 및 R&D센터는 지하4층, 지상11층 규모로 2011년 5월말 완공되었고 약학대학과 일부 자연과학대학이 사용 중이다. 식당, 서점 등의 편의시설과 함께 교수연구실을 비롯하여 강의시설, R&D센터 등이 위치해 있다.

#### 그 외 건물
- 101관 영신관

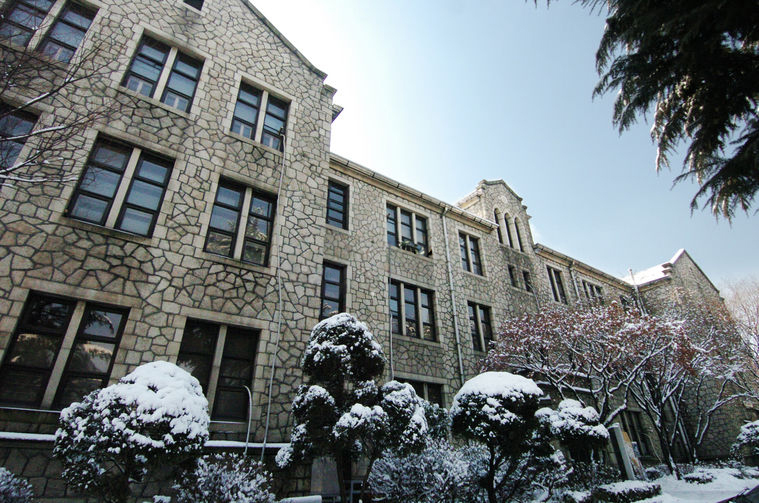
101관(영신관)

중앙대학교에서 가장 오래된 건물인 영신관은 1938년 5월 완공되었다. 건물의 이름은 대학 설립자인 승당 임영신 여사의 이름을 따서 지었다. 영신관을 짓기까지 많은 재정적 어려움이 있었는데, 당시 일제의 개입이 커 기부금이나 모금활동이 불가능해 미국에 가서 모금운동을 전개했다. 당시 미국의 유력지였던 ‘World Telegram’에 보도될 정도로 새 교사건립을 위한 모금활동을 활발히 펼쳤다. 임영신 여사는 각고의 노력 끝에 워싱턴에서 루즈벨트 대통령의 부인을 통해 자동차왕 포드, 록펠러 2세, 발명왕 에디슨의 부처로부터 후원금을 받아 영신관을 지을 수 있었다. 1968년 8월까지 대학본부로 사용되었고 이후 사범대학, 농과대학(現 생명공학대학) 교사동으로 사용되었다. 1982년부터 중앙대 교회가 사용 하다가 2013년부터 입학처가 사용중이다.
- 107관 학생회관

1962년에 준공된 학생회관은 법학관이 생기기 전까지 이전의 정경대학이 사용했던 곳이다. 이후에는 강의실과 실습실을 비롯하여 교양학부 교수 연구실이 위치해 있었다가 현재는 100주년기념관 건설을 위해 철거된 구 학생회관을 대체하여 학생회관으로 사용되어 각종 중앙동아리와 총학생회실, 대학 교회가 위치해 있다. 교양학관의 원래 이름은 ‘4월 학생관’으로 당시 임영신 총장이 4.19 혁명 직후 학생 의거를 기념하기 위하여 신축한 건물이다.
한편, 건물은 가동과 나동(별관)으로 이루어져 있다.
- 108관

- 201관 본관

대학본부가 있는 곳으로 중문에 진입하면 바로 보이는 흰색 건물이다. 총장실, 학생지원처, 총무처, 홍보실 등이 자리잡고 있다.
- 202관 전산정보관

1991년에 건설된 곳으로, 학교 내 전산망 구축을 위해 지어진 건물, 현재는 융합공학부 연구실과 컴퓨터실이 존재한다.
- 209관 창업보육관

봅스트홀 뒷편에 위치한 창업보육관은 창업에 대한 지원과 외부 연구과제 업무를 담당하고 있다.
- 301관 중앙문화예술관

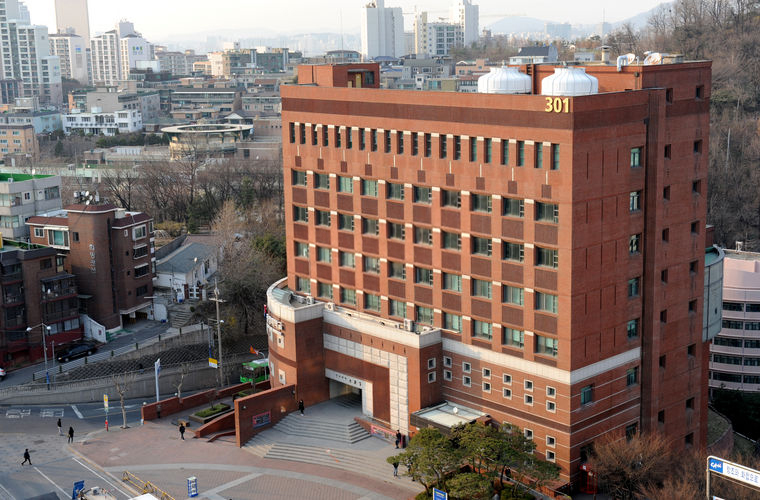
301관(중앙문화예술관)

중앙문화예술관은 1999년 10월에 개관하였다. 대극장과 소극장, 다용도 전시관, 실기실 및 세미나실, 강의실을 고루 갖추고 있다. 이곳에서 학교행사와 각종 공연들이 펼쳐진다. 예술대학원, 첨단영상대학원, 국제대학원 등이 사용하고 있다.
- 304관 미디어공연영상관

법학관 뒷편에 자리한 작은 건물로 연기 실습과 영상제작에 관련된 실습의 용도로 사용되고 있으며, 영상시사실, 모델제작실 등이 있다.
- 305관 교수연구동 및 체육관

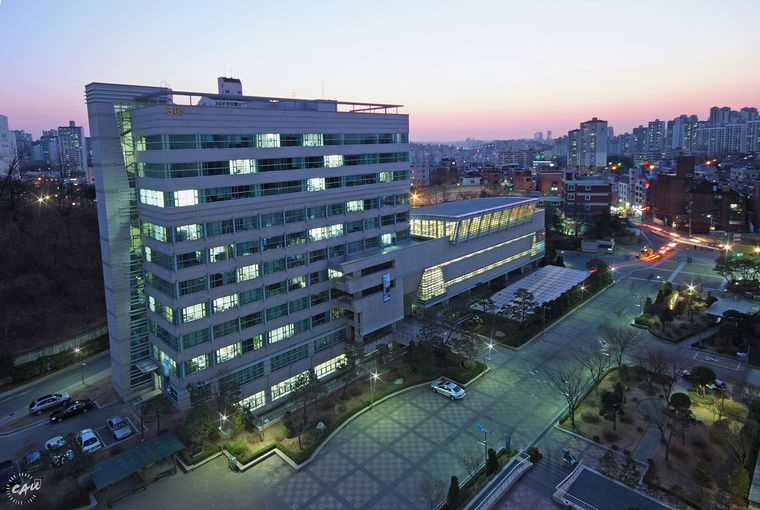
305관(교수연구동/체육관)

후문 방향에 위치한 체육관은 교수연구동과 함께 있다. 각종 운동경기와 매학기 마다 실시되는 취업박람회 등이 개최되는 곳이기도 하다.

#### 기숙사

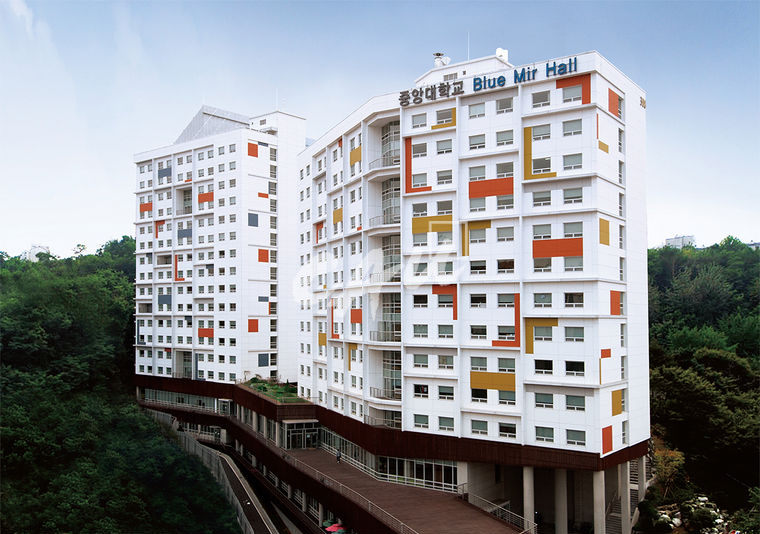
308관(생활관)

- 308·309관 블루미르홀(Blue Mir Hall)

블루미르홀 308관은 2010년 8월에 완공되었다. 898명의 학생들을 수용할 수 있으며 식당과 편의점, 운동시설, 카페 등이 있다. 또한 각종 행사나 연구를 위해 단기 방문한 이용자와 외국인 교원을 위한 게스트 하우스가 있다. 309관은 2015년 2월에 완공되어 게스트하우스 포함 1432명을 수용할 수 있다.
- 307관 글로벌하우스

1995년에 완공되어 블루미르홀의 완공 이전까지 여자기숙사로 활용되었던 307관은 이후 고시반 학생들의 기숙사 및 숙소로 이용되다가 2014년 2학기부터 외국인 학생들과 더불어 한국인 재학생들의 기숙사로 활용되고 있다.
- 퓨처하우스

퓨처하우스(Future House)는 고시생반의 기숙 목적으로 지어졌으며 지하 3층 지상 7층 규모로 총 80실로 159명을 수용할 수 있다. 독서실, 스터디룸, 휴게실 겸 PC라운지, 매점 등 다양한 편의시설이 마련되어 있다.

#### 기타 지역
- 청룡상 & 청룡연못

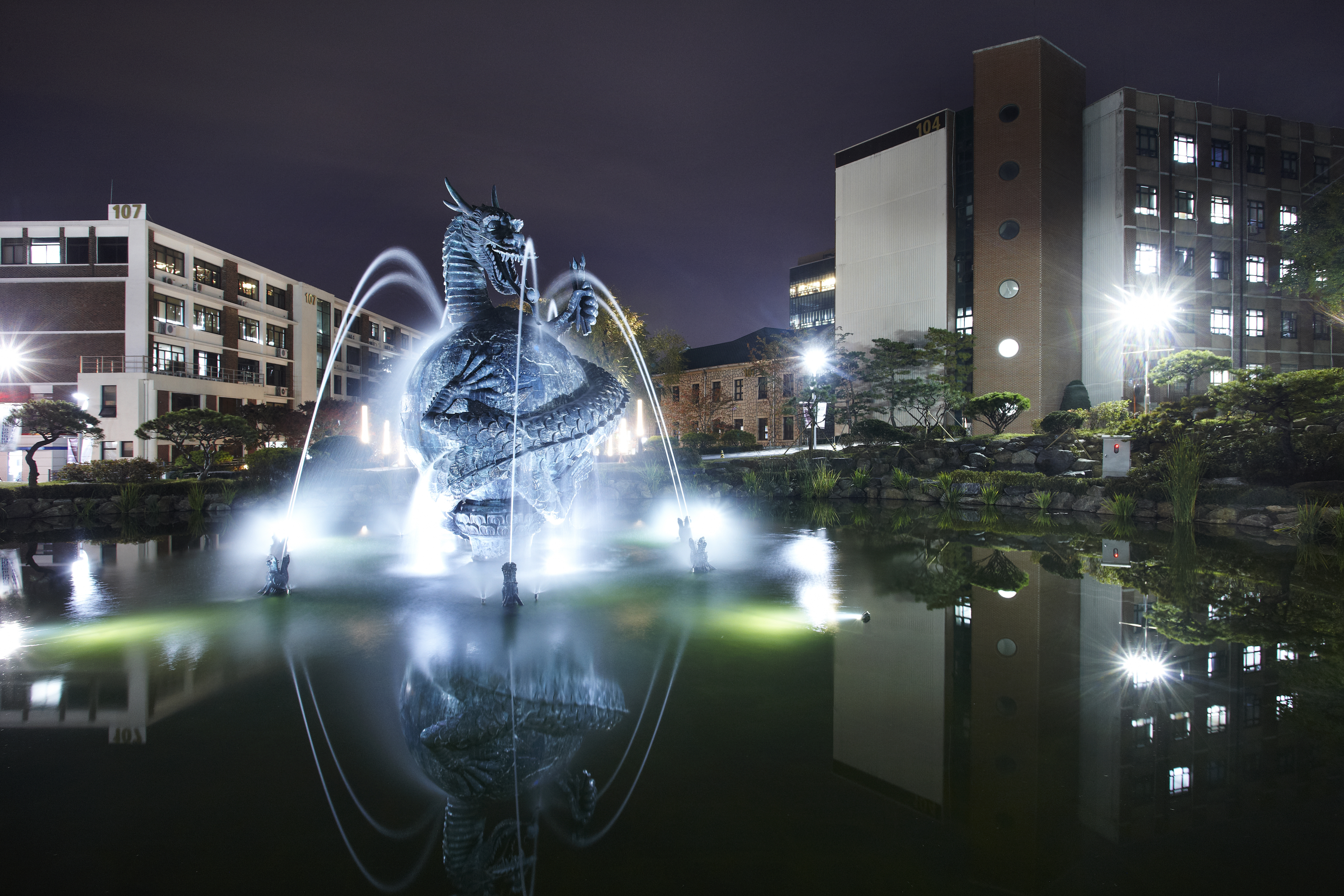
청룡연못

중문에 위치한 청룡상과 청룡연못은 1968년 개교 50주년을 기념하기 위해 만들어졌다. 청룡상은 작은 용 7마리의 축복을 받으며 지구를 감싸고 승천하여 대기권 밖을 향한 우주에의 달관을 뜻하는 것으로 중앙대학교의 번영을 상징하고 있다. 청룡상을 제작하면서 동상 안에 임영신 박사의 유품 등 중앙대의 보물이 담긴 타임캡슐을 넣어두었다. 이 타임캡슐은 개교 100주년을 맞이하는 2018년에 개봉했다.
- 해방광장

학교의 정가운데 위치해 있고 주변에 서라벌홀, 중앙도서관, 100주년기념관 등이 둘러싸고 있다. 위치적 이점 때문에 학생들이 이곳에 와 휴식을 취하고 축제 때 공간활용하기에 편리하다.
- 대운동장

제2공학관 뒷편, 100주년기념관 옆에 위치해 있으며 1981년에 만들어졌다. 구 모래운동장은 100주년기념관 건설부지로 사용되었으며 그 자리에 작은 잔디구장으로 대체되었다.
- 중앙마루

중앙마루는 2011년 1월에 만들어져 청룡연못과 중앙광장을 잇는 계단으로 학생회관과 영신관 사이에 위치해 있다. 학생들 사이에선 특유의 조명 디자인으로 인해 일명 '빼빼로 광장'으로 불린다.
- 중앙마루 및 중앙광장

중앙광장은 2011년에 완공된 녹지공간으로 영신관과 R&D센터 사이에 위치해 있다. 

### 다빈치캠퍼스

#### 도서관
- 중앙도서관

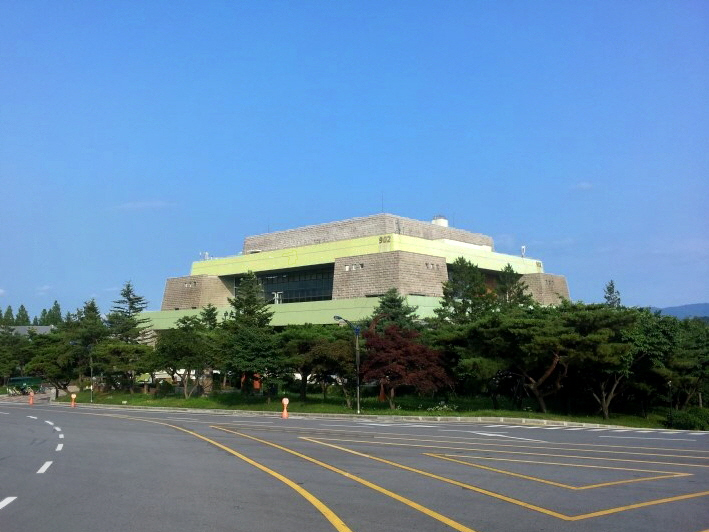
902관(중앙도서관)

1980년에 147평, 204석의 열람석으로 역사를 시작한 안성캠퍼스 중앙도서관은 1988년 3월에 신축하여 전체 면적 17,027m2으로 1,700 여석의 열람석을 갖추고 교수와 학생들의 학문 연구 및 학습을 지원해 오고 있다. 1995년 10월에 도서관 전산화 시스템(CALIS)을 Open하였고, 2003년 2월에는 서지, 원문 정보를 비롯하여 강의·연구 정보, 인터넷 정보 등을 제공하는 통합형 디지털 도서관 시스템(CoDL)을 Open하였다. 2009년 3월에는 유니코드를 기반으로 한 다국어 인터페이스를 제공하며, 디지털 콘텐츠 연계기능이 강화된 차세대 유비쿼터스형 전자도서관 시스템(DLiⅡ)과 함께 이용자 중심의 도서관 홈페이지를 개설하였다. 스터디룸, 전자신문등 이용자 편의시설과 국회 전자도서관의 자료와 중앙도서관의 소장자료를 검색할 수 있는 온라인 정보검색실, 그리고 인터넷 복합공간인 전자정보실을 갖추고 있다. 지난 30년간 교수와 학생들의 연구 및 학습을 지원해 온 안성캠퍼스 중앙도서관은 현재 40만 여권의 장서와 2,000여 종의 연속간행물, 40,000 여종의 전자저널, 50여 종의 Web DB, 그리고 27,000여권의 본교 학위논문 DB, 48,000 여 종의 E-Book, 각종 비도서자료를 보유하고 있으며, One-Stop(원 스톱) 서비스, 찾아가는 대출서비스, 도서관 회원제 서비스, 원문복사 배달서비스 등 이용자 중심의 서비스와 맞춤형 도서관 이용 교육 등 다양한 서비스를 제공하고 있다. 1996년 7월부터 '열린도서관'을 운영하여 지역주민에게 개방하고 있다. 
- 미술관 지역

808관(미술관 지역)

미술관 지역은 조형관, 공연영상관, 공예관, 조소관 총 4개의 건물이 위치하고 있다. 공연영상관은 음악학부 무용전공 학생들이 사용하고 있으며, 조소관은 미술학부의 조소전공 학생들이 사용한다. 공예관은 디자인학부 공예학과 학생들의 실험실습실로 사용되며, 조형관은 미술전공, 공예, 산업디자인 전공 학생들이 사용하고 있다.
공예관 옆에는 무대장치제작소와 외국어문화관, 교수연구관이 위치해 있다.
- 음악관 지역

음악관 지역은 음악관 1동, 음악관 2동, 영신음악당의 총 3개의 건물이 위치하고 있다. 음악관 건물은 작곡과, 성악과, 피아노과, 관현악과 학생들이 주로 사용하는 건물이다. 음악관 옆으로는 교수회관 세 동이 위치해 있으며, 조금 떨어진 곳에는 생활과학관이 위치해 있다. 과거 생활과학관은 디자인학부 패션디자인전공, 실내환경 디자인전공, 시각디자인전공이 사용하였으나 2014년 이후로는 사용하고 있지 않다. 생활관 옆에는 학생회관과 학생복지관이 자리하고 있다.
- 국악관

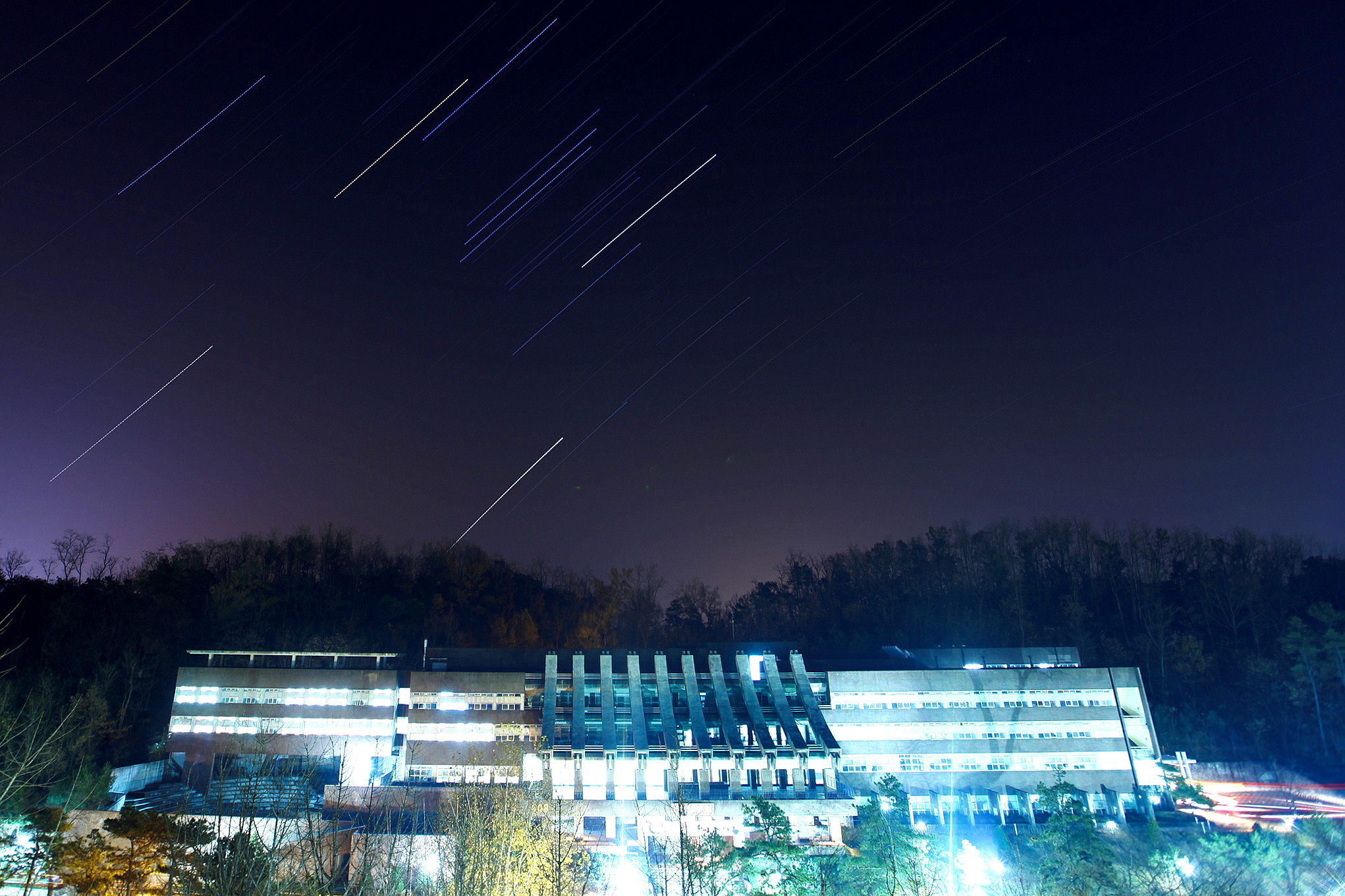
608관(국악관)

국악관은 우리나라 최초로 설립된 ‘민족음악대학’이라는 타이틀을 내걸고 있다. 건물 중앙의 지붕은 우리 고유의 기와지붕 모습을 연상케 한다. 계단을 따라 건물 안으로 들어서면 외관과는 대비되는 도회적인 느낌의 내부 구조로 이루어져있으며 국악관의 모든 공간은 일반인들에게도 개방된다. 2층은 공연장인 ‘국악당’과 로비인 ‘덧마루’등으로 구성되어 있으며 3층은 학생들의 개인 연습실이 있다.
- 원형관

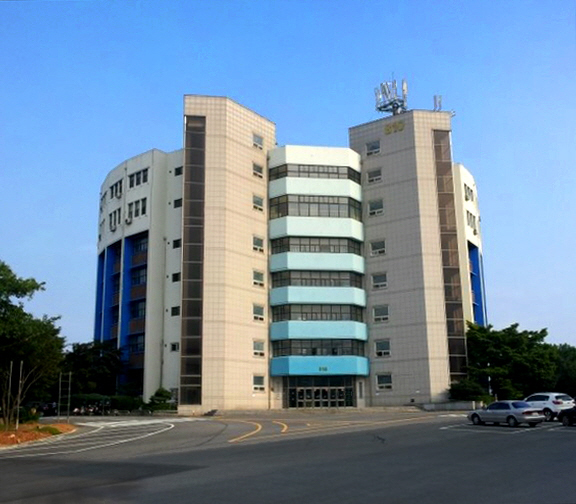
810관(원형관)

원형관은 1985년에 준공된 지하1층 지상 7층의 8차 교사동 건물로 생명공학대학 행정실과 각 학과 사무실, 교수연구실, 강의실이 위치하고 있다. 원형관 옆에는 생명공학대학 대학원과 연구동 그리고 GMO 연구실이 위치해 있다.
- 수림체육관

수림체육관은 2001년에 준공된 지상4층, 연건평 2,400여평 규모의 건물로 예술체육대학 체육전공 행정실, 대체육관, 소체육관, 유도/레슬링실, 에어로빅/댄스스포츠실과 강의동이 위치해 있다. 수림체육관 외부 앞뒤로 실내농구장, 축구장, 야구장이 위치해 있다.

#### 이외의 건물
- 본관

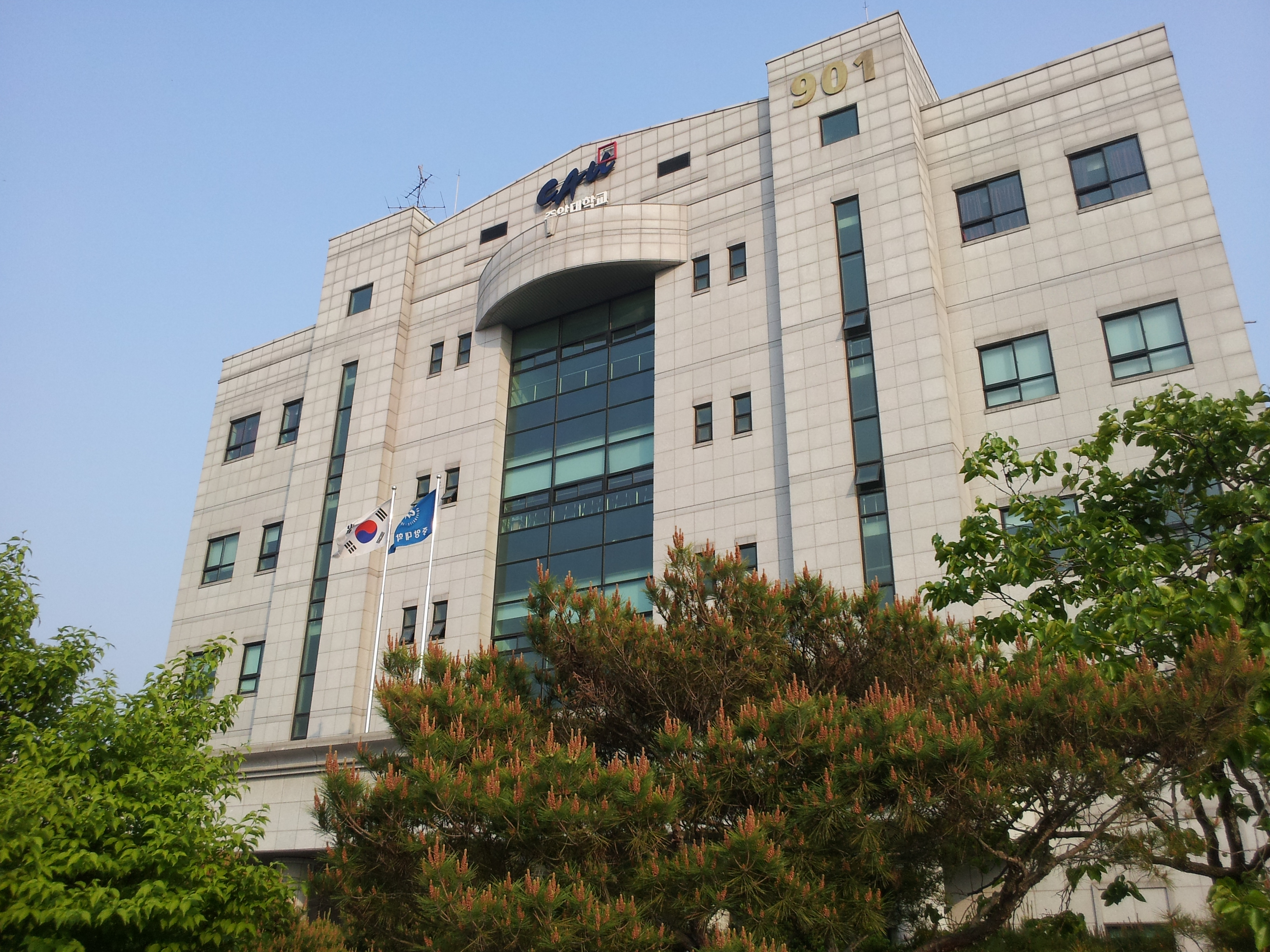
901관(본관)

중앙대 안성캠퍼스의 중추인 본관은 1997년에 준공된 지상 6층 규모의 건물로서 안성캠퍼스 부총장실, 대학본부, 산업창업경영대학원이 자리하고 있다.
- 기숙사

706관 (명덕동 기숙사)

안성캠퍼스의 기숙사는 남자 전용기숙사는 예지동, 여자 전용기숙사는 명덕동이라는 명칭으로 불린다. 기숙사 주변으로 생활복지관과 학생후생관이 있으며 대운동장, 테니스장, 골프장이 자리잡고 있다.

#### 기타 지역
- 정문 (등용문)

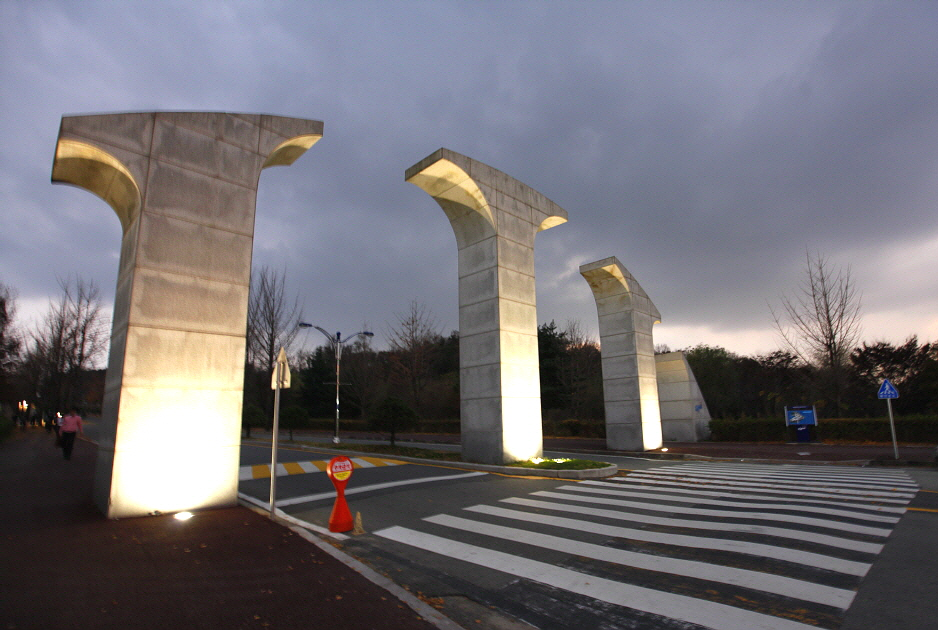
정문(등용문)

중앙대학교 안성캠퍼스의 정문은 '등용문'(登龍門)이라는 명칭으로 불린다. 정문과 캠퍼스의 거리가 멀어 학교순환버스가 정문부터 운행하고 있다.
- 수상무대 & 청룡연못

청룡연못&수상무대

청룡연못 위에는 부채꼴 모양의 ‘수상무대’가 있어 야외공연장으로 활용되고 있다. '청룡연못' 내부에는 분수대와 청룡상이 마련돼 있다.

## 교통

### 서울캠퍼스
- 지하철
  - 정문: 9호선 흑석역(중앙대입구) 3, 4번 출구 도보 16분
  - 후문: 7호선 상도역 5번 출구 도보 22분
- 버스
  - 지선
    - 5511 [중앙대 - 신림2동차고지]
    - 5517 [한남운수대학동차고지 - 중앙대]
    - 5524 [난항차고지 - 중앙대]
    - 5536 [하안동 - 중앙대]
    - 6411 [선릉역 - 흑석역 - 신정동]
    - 8641 [개포동 - 흑석역 - 구로동]

  - 간선
    - 040 [개포동 - 상도역 - 용산공영차고지]
    - 151 [우이동 - 중앙대]
    - 350 [흑석역 - 복정역환승센터]
    - 360 [여의도환승센터 - 흑석역 - 복정역환승센터]
    - 361 [여의도 - 흑석역 - 복정역환승센터]
    - 452 [송파공영차고지 - 중앙대]
    - 501 [종로2가 - 상도역 - 한남동운수대학동차고지]
    - 506 [을지로입구역 - 상도역 - 신림2동차고지]
    - 640 [강남역 - 흑석역 - 신월동기점]
    - 641 [양재동 - 상도역 - 문래동]
    - 650 [낙성대입구 - 상도역 - 외발산동]
    - 742 [교대역 - 상도역 - 구산동]
    - 750A [서울대 - 상도역 - 덕은동종점]
    - 750B [서울대 - 상도역 - 은평차고지]
    - 752 [노량진 - 상도역 - 흑석역 - 구산동]
    - 753 [상도동 - 상도역 - 구산동]
    - N64 [염곡공영차고지 - 상도역 - 강서공영차고지]

  - 직행
    - 6427(김포) [강남역서초현대타워앞 - 흑석역 - 한가람마을우미린]
    - 이음2 [신분당선강남역 - 흑석역 - 양곡터미널]
    - M6427 [강남역서초현대타워앞 - 흑석역 - 양곡터미널]

  - 마을
    - 동작01 [달마사 - 중앙대 - 대방역]
    - 동작08 [행복유치원 - 중대후문입구 - 노량진역]
    - 동작10 [노량진교회 - 중앙대 - 상도역]
    - 동작21 [상도역 - 중앙대 - 달마사]

  - 공항
    - 6016 [서울교육대앞 - 흑석동 - 인천공항]
    - 6019 [내방역 - 상도역 - 인천공항]
    - N6000 [강남고속버스터미널 - 흑석동 - 인천공항T1]
    - N6002 [강남고속버스터미널 - 흑석동 - 인천공항T2]

### 다빈치캠퍼스
- 버스
  - 직행
    - 4401 [한경국립대 - 중앙대 - 신분당선강남역]
    - 8200 [안성종합버스터미널 - 중앙대.롯데캐슬아파트 - 수원공용버스터미널]
    - 8201 [안성종합버스터미널 - 중앙대.롯데캐슬아파트 - 야탑역.종합버스터미널]
    - 8202 [안성종합버스터미널 - 중앙대.롯데캐슬아파트 - 동탄역]

  - 일반
    - 1(안성) [안성종합버스터미널 - 중앙대입구 - 810관원형관앞]
    - 1-2(안성) [봉산로터리 - 중앙대.롯데캐슬아파트 - 신령리.수산나네집]
    - 1-3(안성) [안성종합버스터미널 - 중앙대.롯데캐슬아파트 - 안성종합버스터미널]
    - 1-4(안성) [하나로마트 - 중앙대.롯데캐슬아파트 - 공도정류장]
    - 1-5(안성) [봉산로터리 - 중앙대.롯데캐슬아파트 - 봉산로터리]
    - 1-6(안성) [하나로마트 - 중앙대.롯데캐슬아파트 - 양성터미널]
    - 1-8(안성) [안성두원공업고등학교 - 중앙대.롯데캐슬아파트 - 주정동]
    - 1-9(안성) [하나로마트 - 중앙대.롯데캐슬아파트 - 양성터미널]
    - 7(안성) [안성종합버스터미널 - 중앙대.롯데캐슬아파트 - 원곡제일오투그란데아파트]
    - 7-1(안성) [안성종합버스터미널 - 중앙대.롯데캐슬아파트 - 서해그랑블아파트.롯데마트]
    - 7-2(안성) [안성종합버스터미널 - 중앙대.롯데캐슬아파트 - 양성터미널]
    - 7-3(안성) [안성종합버스터미널 - 중앙대.롯데캐슬아파트 - 합성촌]
    - 8-1(안성) [대우경남아파트.안성의료원 - 중앙대학로.대학1길]
    - 70(안성) [안성종합버스터미널 - 중앙대.롯데캐슬아파트 - 평택시외버스터미널]
    - 370(안성) [일죽터미널 - 중앙대.롯데캐슬아파트 - 평택시외버스터미널]
    - 380(안성) [안성종합버스터미널앞 - 중앙대학로.대학1길 - 안성종합버스터미널건너편]
    - 1150(평택) [지제역차고지 - 중앙대.롯데캐슬아파트 - 봉산로터리]

  - 시외
    - 8153(광주) [동서울터미널 - 중앙대.롯데캐슬아파트 - 동아방송예술대학교시외버스정류장]
    - 8153-1(광주) [동서울터미널 - 중앙대.롯데캐슬아파트 - 동아방송예술대학교시외버스정류장]
    - 8308(안성) [안성종합버스터미널 - 중앙대.롯데캐슬아파트 - 청주시외버스터미널]
    - 8830(광주) [인천터미널 - 중앙대.롯데캐슬아파트 - 동아방송예술대학교시외버스정류장]
    - 8830-1(광주) [인천터미널 - 중앙대.롯데캐슬아파트 - 동아방송예술대학교시외버스정류장]
    - 서울경부-안성 [안성터미널 - 중앙대 - 서울고속터미널]
    - 안성-대전복합 [안성터미널 - 중앙대 - 대전터미널]
    - 원주-천안 [원주터미널 - 중앙대 - 천안터미널]

## 의료원
- 중앙대학교의료원

중앙대학교는 1985년 7월 10일자로 중앙대학교 의과대학 부속병원과 중앙대학교 의과대학 부속 용산병원을 관리운영하는 의료원 체제를 신설하였다. 이후 필동병원과 용산병원이 폐원되고 흑석동 병원과 광명병원이 차례로 건립되며 현재까지 이어지고 있다.
- 중앙대학교병원

중앙대학교 부속병원은 1968년 6월 10일 서울특별시 중구 필동에서 한국의과학연구소 부속성심병원으로 처음 시작되었다. 1971년 12월 28일, 중앙대학교 의과대학 부속 성심병원으로 명칭을 변경하였다. 그 후 1984년 7월 1일, 중앙대학교 부속용산병원의 개원으로 부속병원이 2개로 늘어났다. 필동의 부속병원은 2004년 12월 18일에 흑석동에 위치한 현재의 부속병원으로 옮겼고, 2005년 1월 18일에 흑석동에서 개원식을 갖고 중앙대학교병원이란 명칭으로 개원하였다. 중앙대학교 용산병원은 2011년 3월 25일에 진료를 마감하고 중앙대학교병원으로 이전하여 현재에 이르고 있다.
- 중앙대학교광명병원

## 부속 학교
- 중앙대학교 사범대학 부속고등학교

중앙대학교 사범대학 부속고등학교는 서울특별시 강남구 도곡동에 위치해 있다. 1934년에 조선직업강습학원으로 설립되어 1951년 낙양공업고등학교로 명칭을 변경하였고, 1961년의 낙양상업고등학교, 1962년의 서울명수대상업고등학교에 이어 1965년부터 학교법인 중앙문화학원으로 합병되면서 현재의 명칭을 사용하게 되었다. 1997년에는 중대부속여자고등학교와 통합하여 현재의 위치로 이전하였다.
- 중앙대학교 사범대학 부속중학교

중앙대학교 사범대학 부속중학교는 서울특별시 동작구 흑석동에 있다. 부속고등학교와 함께 1934년에 설립되어 1956년 낙양중학교로 개명되어 고등학교와 분리되었다. 그 후 1965년에 현재의 명칭으로 변경되었으며, 1997년 중대부속여자중학교와 통합하였다.
- 중앙대학교 사범대학 부속초등학교

중앙대학교 사범대학 부속초등학교 서울특별시 동작구 흑석동에 있다. 1964년 12월에 설립인가를 받아 1965년에 개교하였다. 1969년에 1회 졸업생을 배출하였고, 1996년부터 현재의 명칭으로 변경하였다.

## 주요 학생단체
- 총학생회
- 홍보대사 중앙사랑
- 응원단 HURRAH-C

### 언론단체
- UBS
- 중대신문사
- 중앙헤럴드
- 중앙문화
- 녹지

## 사건 및 사고

### 졸업생 학생회실 방화 사건
2007년 4월 27일, 본교 졸업생이 문과대 7층에 있는 일어일문학과 학생회실에 불을 질러 내부 33m2와 집기 등을 모두 태워, 소방서 추산 500만 원 상당의 재산 피해를 냈다.

### 총장 부적절 발언 사건
2009년 2월 23일, 박범훈 총장은 이명박정부 출범 1주년 기념 한나라당 초청 강연회에서 여제자에게 이날 강연 도중 마이크 앞에 선 여성 제자를 가리키며 "토종"이라고 소개하며 다음과 같이 발언했다.
"요렇게 생긴 토종이 애기 잘낳고 살림 잘하는 스타일이죠. 이제 음식도 바뀌고 해서 요즘엔 키가 큰데 이쪽이 토종이고, 우리 때와 음식이 달라 길쭉해지고 했는데 사실 (조그만 게) 감칠맛이 있습니다. 이렇게 조그만데 매력이 있고, 시간상 제가 자세하게 여러 가지 내용을 설명 못 드리겠는데….".

한편, 중앙대학교 대학 본부에서는 "국악하는 사람들은 키 큰 사람이 없고 작은 사람, 토종 체형을 가진 사람의 소리가 감칠맛이 난다는 의미였다"고 해명하였다.

### 비판 교지 전량 회수 후 재배포 사건
2009년 11월 29일, 학교 측이 구조조정과 관련된 비판이 담겨있던 특집 기고문과 박범훈 총장에 대한 비판이 담긴 만화를 문제삼아 교지 《중앙문화》 58호 3,000여부를 전량 회수한 후 하루 뒤 재배포하였다.
이에 대해 학교 측은 원고가 늦어 기사를 확인을 제대로 하지 못한 것은 절차상의 문제가 있었다고 밝혔으며, 재배포 여부는 알아서 결정하되 추후 학교가 문제 삼을 경우 모든 책임을 발간처인 교지편집부가 져야 한다고 밝혔다.
사건 3개월 뒤인 2010년 1월, 대학 본부가 《중앙문화》의 발간처인 교지편집부 예산의 전액삭감을 통보하여 언론 탄압이 아니냐는 논란이 일었다.

### 퇴학생 미행감시 사건
2010년 7월 24일 오후, 서울특별시 동대문 두산타워 주변에서 두산중공업 소속 직원이 중앙대 학생들과 두산중공업 해고노동자들이 집회하는 장면을 몰래 촬영하다 학생들에게 붙잡혔는데, 중앙대에서 퇴학당한 학생의 이날 행적과 동선, 다음날 일정 등 기록한 A4용지 3장 분량 문건을 소지하고 있었던 것으로 밝혀졌다.
독어독문학과에 재학 중이던 퇴학생은 두산그룹이 중앙대를 인수한 뒤 학과 통폐합 및 구조조정을 본격화하자, 이에 항의하여 학내 활동을 벌이다 퇴학 처분을 받았으며 이후 중앙대 총학생회 측은 학생사찰과 관련, 7월 27일에 두산그룹과 학교법인을 고소하였다.

## 같이 보기
- 대한민국의 교육